# Đỗ Văn Hoành
Đỗ Văn Hoành (sinh ngày 1 tháng 6 năm 1963) là một tướng lĩnh của lực lượng Công an nhân dân Việt Nam, hàm Trung tướng, Ông nguyên là Phó Thủ trưởng Thường trực Cơ quan Cảnh sát điều tra Bộ Công an, nguyên Chánh Văn phòng Cơ quan Cảnh sát điều tra Bộ Công an. Không chỉ là tiến sĩ ngành Khoa học An ninh, là người trực tiếp chỉ đạo phá đường dây đánh bạc nghìn tỷ liên quan đến cựu Trung tướng Phan Văn Vĩnh và Thiếu tướng Nguyễn Thanh Hóa, ông còn được nhà nước Việt Nam phong tặng danh hiệu Anh hùng Lực lượng vũ trang nhân dân thời kỳ đổi mới.

## Cuộc đời

### Công tác tại công an tỉnh
Đỗ Văn Hoành sinh ngày 1 tháng 6 năm 1963 tại xã Tiên Lữ, huyện Lập Thạch, tỉnh Vĩnh Phúc. Ông có học vị Thạc sĩ ngành Cảnh sát và Tiến sĩ ngành Khoa học An ninh. Từ trước năm 2010, ông đã công tác tại Công an tỉnh Vĩnh Phúc và làm đến vị trí Phó Giám đốc. Trong khoảng thời gian này, tại tỉnh Vĩnh Phúc đã xảy ra một vụ án nghiêm trọng liên quan đến giết người vùi xác xuống sông Phó Đáy. Công an tỉnh đã lập ban chuyên án do Thượng tá Đỗ Văn Hoành làm trưởng ban. Vụ án này được xác định xảy ra từ năm 2007 nhưng đến năm 2010 mới được phát hiện. Trong vòng gần 2 tháng, công an tỉnh Vĩnh Phúc đã điều tra làm rõ và bắt được nghi phạm của vụ án. Năm 2011, Thượng tá Đỗ Văn Hoành là một trong các ủy viên thường trực của Ban Chỉ đạo phòng, chống tội phạm, HIV/AIDS, tệ nạn ma túy, mại dâm tỉnh Vĩnh Phúc.
Đầu năm 2014, Đại tá Đỗ Văn Hoành được Bộ trưởng Bộ Công an Trần Đại Quang bổ nhiệm làm Giám đốc Công an tỉnh Phú Thọ. Năm 2015, ông được bầu làm Ủy viên Ban Thường vụ Tỉnh ủy tỉnh Phú Thọ. Năm 2016, ông tiếp tục đảm nhiệm Ủy viên Ủy ban nhân dân tỉnh Phú Thọ và Đại biểu Hội đồng nhân dân tỉnh Phú Thọ khóa 18, cho đến khi có quyết định miễn nhiệm vào năm 2018 khi chuyển công tác. Trong thời gian đảm nhiệm vai trò thủ trưởng cơ quan Công an tỉnh Phú Thọ, ông đã thành công triệt phá đường dây đánh bạc nghìn tỷ liên quan đến cựu Trung tướng Phan Văn Vĩnh và cựu Thiếu tướng Nguyễn Thanh Hóa. Ngoài ra, ông còn từng chỉ đạo triệt phá nhiều chuyên án lớn liên quan đến buôn bán ma túy, cán bộ ngành thuế lập hóa đơn khống bán cho doanh nghiệp với doanh số lên đến 39 tỷ đồng hay khởi tố 6 đối tượng thuộc Ngân hàng Chính sách xã hội tham ô tài sản trên 14 tỷ đồng. Đặc biệt là chuyên án bắt giữ đối tượng vận chuyển 300 bánh heroin là vụ án ma túy lớn nhất mà lực lượng Công an tỉnh đã phát hiện, bắt giữ.

### Được điều động về Bộ Công an
Sau nhiều chiến công trên cương vị Giám đốc Công an tỉnh Phú Thọ, ông được điều động bổ nhiệm làm Chánh Thanh tra Bộ Công an vào ngày 22 tháng 10 năm 2018. Đến năm 2019, ông được thăng quân hàm lên Thiếu tướng Công an nhân dân Việt Nam. Tháng 1 năm 2020, Thiếu tướng Đỗ Văn Hoành được bổ nhiệm làm Phó Thủ trưởng Thường trực, Chánh Văn phòng Cơ quan Cảnh sát điều tra, thay cho Trung tướng Trần Văn Vệ về hưu theo quy định. Đến cuối năm, ông được Chủ tịch nước Nguyễn Phú Trọng phong tặng danh hiệu Anh hùng Lực lượng vũ trang nhân dân thời kỳ đổi mới. Tháng 2 năm 2021, Hội nghị trực tuyến về phòng, chống tội phạm mua bán người trong khuôn khổ Hiệp hội Tư lệnh Cảnh sát các nước Đông Nam Á (ASEANAPOL) đã diễn ra tại Hà Nội. Lúc bấy giờ, Thiếu tướng Đỗ Văn Hoành là Chủ tịch đương nhiệm ASEANAPOL, và đảm nhiệm vai trò này cho đến trước khi hội nghị lần thứ 40 diễn ra tại Phnôm Pênh, Campuchia vào tháng 3 năm 2022.
Đầu năm 2022, ông được thăng quân hàm Trung tướng Công an nhân dân và trở thành trưởng đoàn đại biểu Việt Nam tham dự Hội nghị hợp tác phòng, chống tội phạm, giữ gìn trật tự an toàn xã hội giữa lực lượng Cảnh sát, Bộ Công an Việt Nam và lực lượng Cảnh sát, Bộ Công an Lào lần thứ XI. Tháng 10 cùng năm, Trung tướng Đỗ Văn Hoành với vai trò Chánh văn phòng Interpol Việt Nam đã trở thành một thành viên của đoàn đại biểu cấp cao, đại diện Việt Nam tham dự kỳ họp Đại Hội đồng INTERPOL lần thứ 90 tại thành phố New Delhi, Ấn Độ. Tháng 10 năm 2023, ông tiếp tục dẫn đầu đoàn đại biểu lực lượng cảnh sát Việt Nam tham gia Hội nghị Tư lệnh Cảnh sát ASEAN (ASEANAPOL) lần thứ 41.

## Thành tựu
- Danh hiệu Anh hùng Lực lượng vũ trang nhân dân thời kỳ đổi mới.[32]
- Huân chương Quân công hạng Nhì,[33] Ba.[34]
- Huân chương Chiến công hạng Ba.
- Huy chương Vì an ninh Tổ quốc.
- Huy chương Chiến sĩ vẻ vang hạng Nhất, Nhì, Ba.

## Lịch sử thụ phong quân hàm
| Năm thụ phong | –      | 2019        | 2022        |
| ------------- | ------ | ----------- | ----------- |
| Quân hàm      |        |             |             |
| Cấp bậc       | Đại tá | Thiếu tướng | Trung tướng |